# STS-127
La STS-127 è una missione spaziale del Programma Space Shuttle, la 29° verso la Stazione spaziale internazionale e il volo di assemblaggio 2J/A. Il lancio dello Endeavour, dopo alcuni rinvii dovuti al maltempo, è avvenuto il 15 luglio 2009 alle 22:03 UTC. L'obiettivo della missione era il rifornimento della Stazione spaziale internazionale, la rotazione dell'equipaggio e l'installazione dell'ultimo componente del laboratorio Kibo. L'Endeavour è atterrato il 31 luglio 2009 alle 14:49 UTC

## Equipaggio
| Ruolo                   | Equipaggio                              | Equipaggio                              |
| ----------------------- | --------------------------------------- | --------------------------------------- |
| Comandante              | Mark Polansky, NASA Terzo volo          | Mark Polansky, NASA Terzo volo          |
| Pilota                  | Douglas Hurley, NASA Primo volo         | Douglas Hurley, NASA Primo volo         |
| Specialista di missione | Christopher J. Cassidy, NASA Primo volo | Christopher J. Cassidy, NASA Primo volo |
| Specialista di missione | Thomas H. Marshburn, NASA Primo volo    | Thomas H. Marshburn, NASA Primo volo    |
| Specialista di missione | David A. Wolf, NASA Quarto volo         | David A. Wolf, NASA Quarto volo         |
| Specialista di missione | Julie Payette, CSA Secondo volo         | Julie Payette, CSA Secondo volo         |

Equipaggio ISS Expedition 19 in partenza
- Timothy Kopra (1) - Ingegnere di volo - NASA

Equipaggio ISS Expedition 19 in ritorno
- Koichi Wakata (3) - Ingegnere di volo - JAXA

* Il numero tra parentesi indica il numero di voli spaziali eseguiti dall'astronauta compresa l'attuale missione.

## Scopi
La missione Shuttle dedicata alla Stazione Spaziale è denominata volo "2J/A". Oltre al consueto rifornimento della Stazione Spaziale, l'equipaggio dell'Endeavour trasporterà ed installerà gli ultimi componenti del laboratorio Kibo chiamati Exposed Facility e Exposed Section.

## Statistiche della missione
- 158ª missione umana Americana nello spazio
- 127ª missione Shuttle
- 102ª missione dopo il disastro del Challenger
- 14ª missione dopo il disastro del Columbia
- 23ª missione dell'Endeavour
- 29ª missione di assemblaggio della ISS

## Stemma
Nello stemma la Terra è rappresentata senza confini, per sottolineare che il pianeta appartiene a tutta l'umanità. Lo Space Shuttle, stilizzato, lascia attraverso il centro dell'immagine una scia dorata che prosegue verso lo spazio esterno. La scia si suddivide in tre parti, riprendendo il simbolo dell'Astronaut Office, e culmina nel simbolo a forma di stella dell'agenzia spaziale giapponese. Il protendersi della scia auspica ulteriori viaggi e future scoperte dell'umanità.

## Missione

### Carico della missione

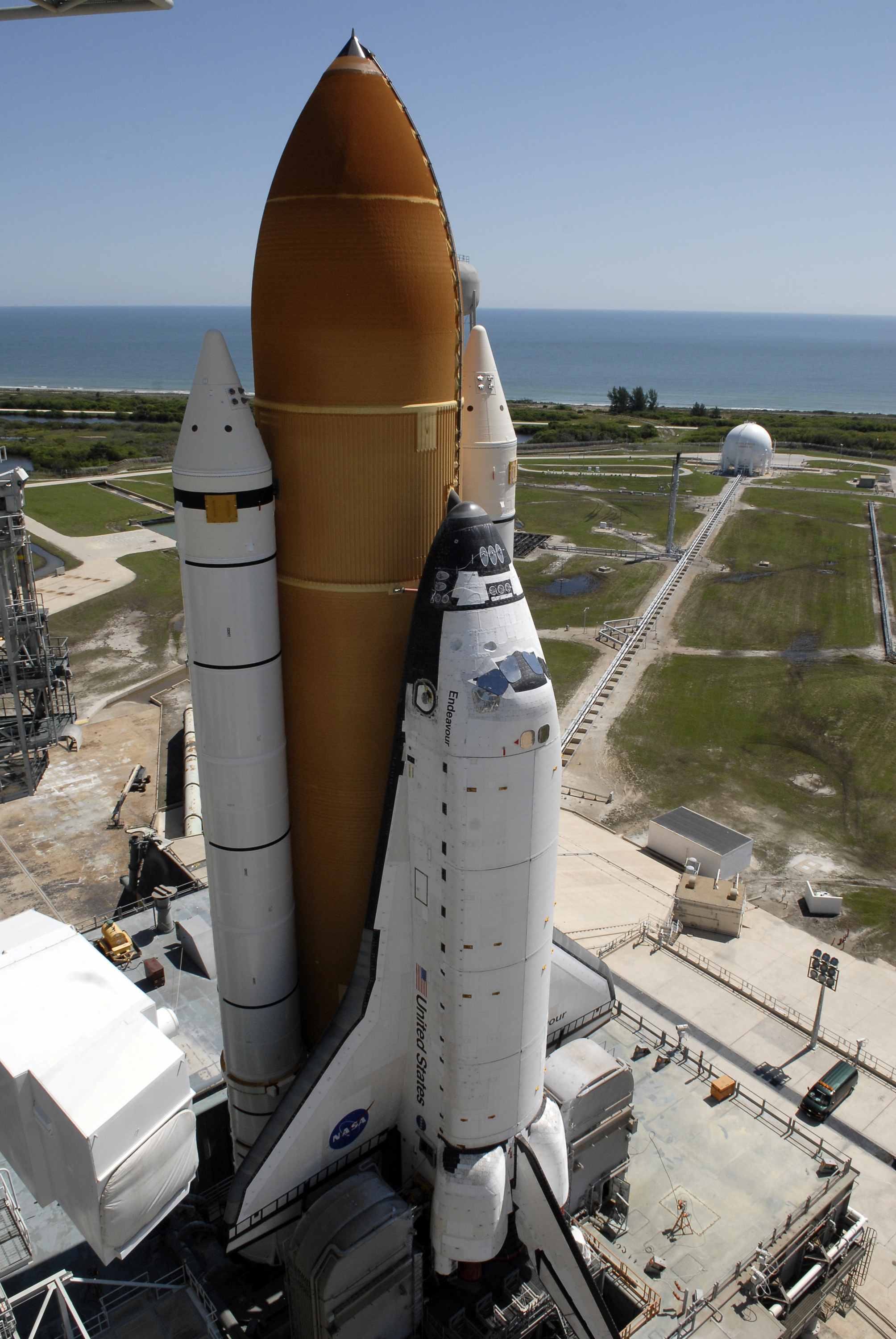
L'Endeavour sulla piattaforma di lancio 39A

Il carico dello Shuttle è costituito principalmente dal componente JEM-EF (Exposed Facility) e dal componente JEM-ES (Exposed Section) del laboratorio Kibo (Japanese Experiment Module).
Inoltre saranno portate sulla stazione, tramite l'Integrated Cargo Carrier-Vertical Light Deployable (ICC-VLD), sei nuove batterie per il segmento P6. Le vecchie saranno riportate a Terra. Inoltre verranno trasportati vari equipaggiamenti, tra cui: LDU (Linear Drive Unit), PM-2 (Pump Module-2), e lo SGANT (Space to Ground Antennae). Essi saranno riposti nella External Stowage Platform-3. Altri materiali saranno contenuti in un "contenitore" Spacelab.
Oltre ai compiti principali relativi ai componenti del laboratorio Kibo, in orbita verranno lanciati dei satelliti, nell'ambito di due esperimenti: il DRAGONSAT (Dual Autonomous Global Positioning System On-Orbit Navigator Satellite), composto da due picosatelliti per la raccolta dei dati sull'attracco automatico di navette spaziali e l'esperimento ANDE-2 (Atmospheric Neutral Density Experiment 2). Quest'ultimo fa parte di un progetto del Dipartimento della Difesa per la misurazione della composizione e della densità dell'atmosfera nell'orbita bassa terrestre, in modo da ottenere dati precisi e migliorare i calcoli sul movimento degli oggetti in orbita. Questo esperimento è composto da due microsatelliti.
Il modulo di attracco è stato montato anche con il sistema Lidar DragonEye, prodotto dalla SpaceX. Questo modulo è stato lanciato per tastare il sistema di attracco della capsula Dragon, che potrà venire usata come cargo verso la ISS nell'era post-shuttle.

### Pre-lancio

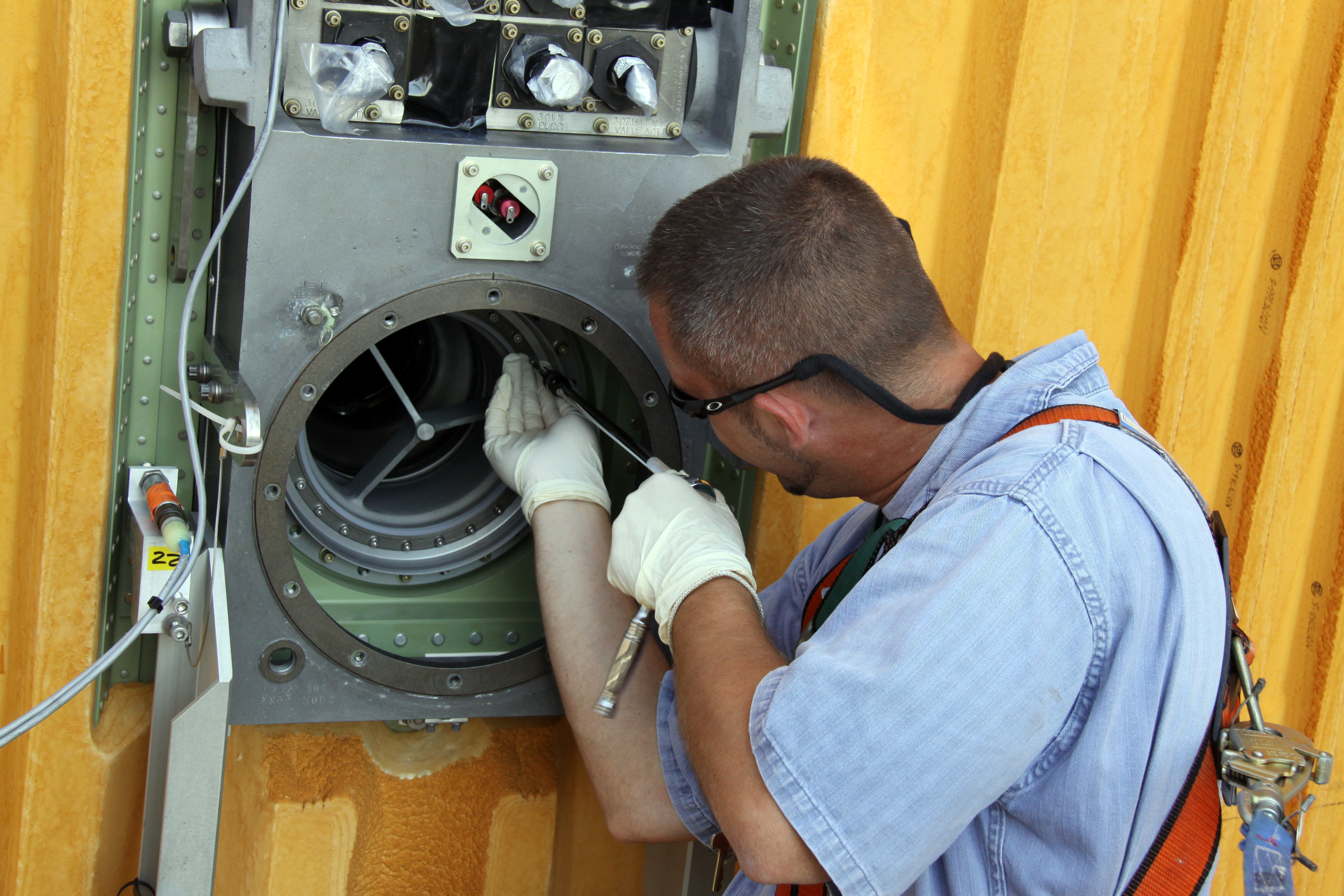
Un tecnico rimuove il sigillo del Ground Umbilical Carrier Plate per essere esaminato

L'Endeavour ha trascorso parte del mese di maggio sul pad 39B, pronto a decollare in caso di problemi alla missione STS-125. Quando i controlli dello scudo termico dell'Atlantis non hanno evidenziato alcun danno, i responsabili di missione hanno ufficialmente terminato la missione di recupero dell'Endeavour e hanno iniziato a prepararlo per la missione STS-127.
Questi preparativi, iniziati il 21 maggio, hanno compreso lo spostamento dello Space Shuttle dalla piattaforma 39B alla 39A e il Terminal Countdown Demonstration Test il 2 giugno. Nel meeting dei responsabili di missione, tenutosi il giorno successivo, è stata confermata ufficialmente la data di lancio..

### Ritardi nel lancio
Il 13 giugno, alle 4:46 UTC, il lancio è stato rinviato di almeno 96 ore a causa di una leggera perdita nella linea di ventilazione dell'idrogeno liquido sul serbatoio esterno. La linea serve per far fuoriuscire in sicurezza l'idrogeno in eccesso. Il 17 giugno, durante il preparativo per il lancio, si è verificata una nuova perdita di idrogeno. I responsabili di missione hanno quindi rinviato il lancio all'11 luglio.
I responsabili della NASA hanno ipotizzato che le perdite fossero causate da un allineamento non perfetto del sigillo ermetico del Ground Umbilical Carrier Plate. Per questo motivo hanno sostituito il sigillo rigido con un componente equivalente flessibile. Alcuni test effettuati il 1º luglio hanno avuto successo e dimostrato che questa soluzione è efficace nell'impedire perdite di idrogeno.
L'11 luglio il lancio è stato rinviato di 24 ore a causa di alcuni fulmini che la notte precedente erano caduti nei pressi della piattaforma di lancio, per permettere ai team tecnici di valutare eventuali conseguenze.
Dopo aver constatato l'assenza di danni allo Space Shuttle dai fulmini che erano caduti nelle vicinanze della piattaforma di lancio, il 12 luglio la NASA ha autorizzato alle 13:48 UTC l'inizio del riempimento del serbatoio esterno, ed è terminata alle 16:27 UTC con successo. Durante l'operazione è stato controllato attentamente il Ground Umbilical Carrier Plate, che nei due tentativi di lancio precedenti aveva mostrato delle fuoriuscite di idrogeno. Questa volta non sono state notate delle perdite e il conto alla rovescia ha proseguito.
Alle 19:42 UTC gli astronauti sono giunti sulla rampa di lancio e hanno completato l'ingresso nell'orbiter alle 20:43 UTC. Le condizioni meteorologiche sono apparse molto dinamiche, con nubi in avvicinamento alla rampa di lancio. Alle 23:03 UTC il direttore di volo Pete Nickolenko ha rinviato di un giorno il lancio, per la presenza di nubi temporalesche ad una distanza inferiore a 20 miglia nautiche (37 km) dalla Shuttle Landing Facility. Anche questo sito deve essere libero dal maltempo poiché viene utilizzato in caso di atterraggio di emergenza (procedura Return To Launch Site). Il lancio è stato quindi fissato per il 13 luglio alle 22:51 UTC.
Al 13 luglio, l'equipaggio è giunto sulla piattaforma di lancio alle 19:20 UTC, completando l'imbarco sull'Endeavour alle 20:43 UTC, quando è stato chiuso il portello. Tuttavia, anche in questo caso, il maltempo ha causato il rinvio del lancio. In particolare, si è verificata la violazione di tre criteri di lancio: la presenza di nubi a incudine e fulmini eccessivamente vicini al sito di atterraggio e campi elettrici con intensità superiore ai limiti consentiti. Il direttore di volo ha fissato un rinvio di 48 ore, spostando il lancio al 15 luglio.

## Cronologia

### Mercoledì 15 luglio (1º giorno, lancio)

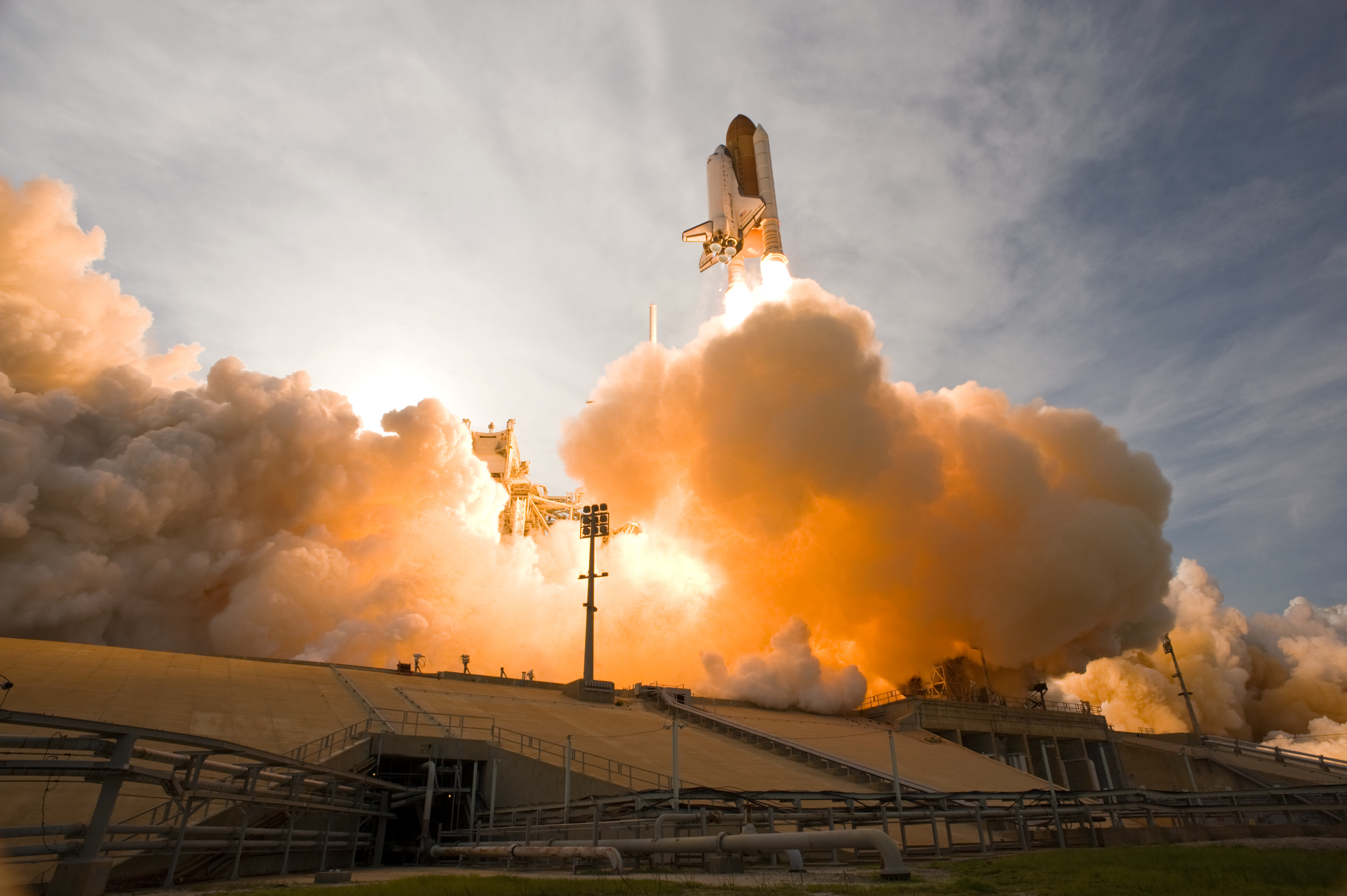
Lo Space Shuttle Endeavour decolla il 15 luglio, iniziando la missione

Il 15 luglio alle 18:31 UTC l'equipaggio ha iniziato le operazioni di imbarco, completate alle 17:50 UTC con la chiusura del portello. Le condizioni meteorologiche, inizialmente negative, sono migliorate durante il pomeriggio e alle 20:35 è stato confermata l'assenza di formazioni atmosferiche avverse e il relativo "go" al lancio.
L'Endeavour è decollato regolarmente alle 22:03 UTC. Lo Shuttle è successivamente giunto in orbita bassa terrestre 8 minuti dopo
.
Raggiunta l'orbita l'equipaggio dello Shuttle ha iniziato le normali operazioni post-lancio, tra cui l'apertura dei portelloni della stiva di carico, il dispiegamento dell'antenna in banda Ku e l'attivazione del braccio robotico.

### Giovedì 16 luglio (2º giorno)
La giornata è stata caratterizzata dal consueto controllo del scudo termico dell'Endeavour tramite l'Orbiter Boom Sensor System, un gruppo di fotocamere ad alta risoluzione collegate all'estremità del braccio robotico. Le immagini sono state inviate a Terra per le analisi. In particolare, i tecnici NASA desiderano indagare gli eventuali danni provocati da vari frammenti di schiuma isolante che si sono visibilmente staccati dal serbatoio esterno durante il decollo.
L'equipaggio ha continuato i preparativi per l'aggancio con la Stazione spaziale internazionale, previsto venerdì, estendendo l'anello di attracco, installando una telecamera e verificando l'equipaggiamento.

### Venerdì 17 luglio (3º giorno)

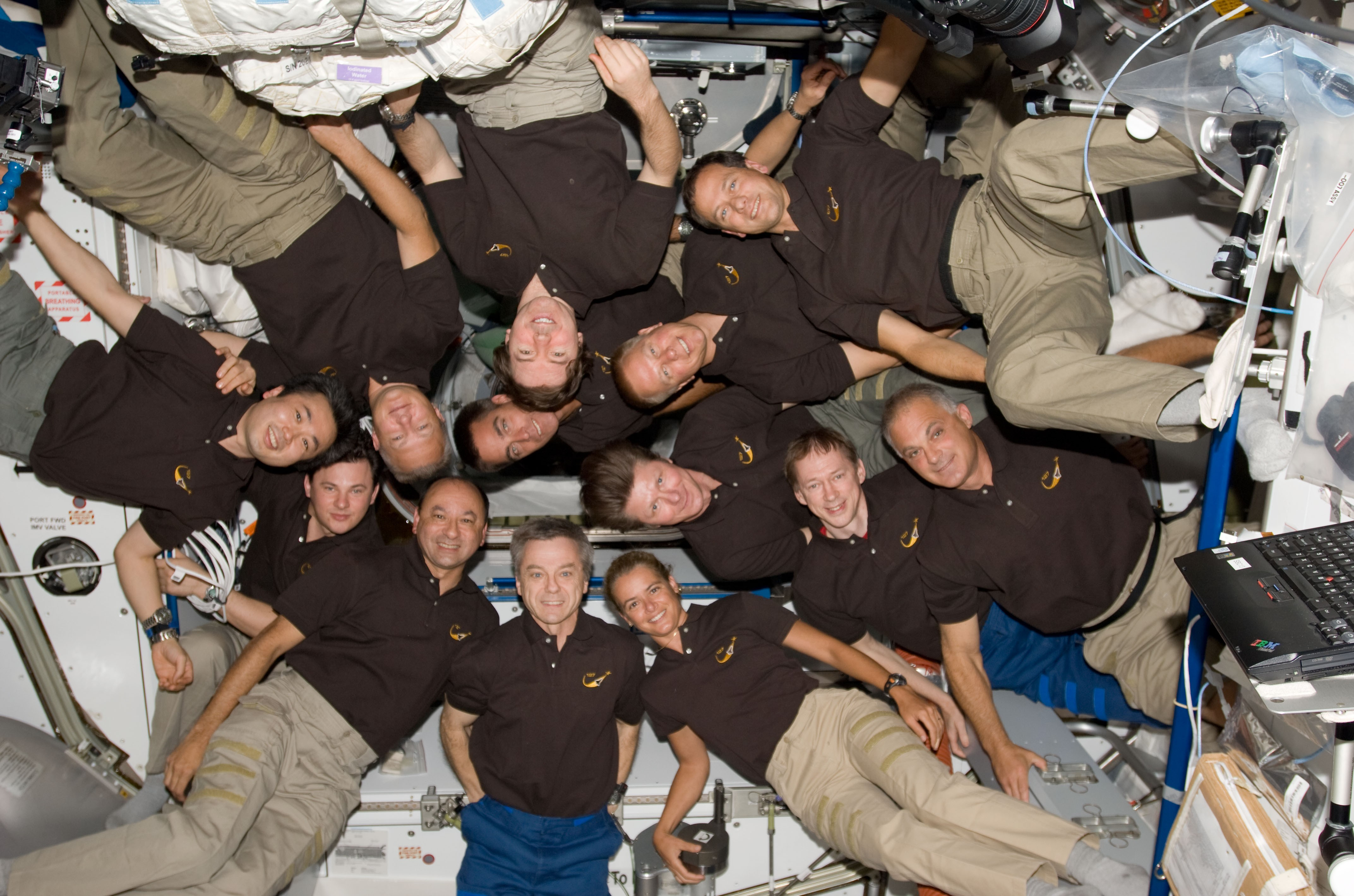
Foto di gruppo degli equipaggi dello Shuttle e della Stazione Spaziale. Per la prima volta 13 astronauti sono nello spazio contemporaneamente

Lo Space Shuttle Endeavour è stato guidato dal comandante Polansky e dal pilota Hurley ad una distanza di 600 piedi (183 m) dalla stazione spaziale e successivamente è stata effettuata la manovra detta Rendez-vous Pitch Maneuver, per permettere all'equipaggio della stazione di riprendere immagini ad alta risoluzione della parte inferiore dell'orbiter.
L'Endeavour si è agganciato con successo alla stazione alle 17:47.11 UTC. I portelli tra lo Shuttle e la stazione sono stati aperti alle 19:48 UTC, e gli astronauti dello Shuttle sono stati accolti calorosamente dai loro colleghi sulla stazione. Per la prima volta, sulla stazione sono presenti contemporaneamente 13 astronauti.
Tramite i propulsori di manovra dello Space Shuttle è stata effettuata la consueta manovra correttiva dell'orbita della stazione. Questa manovra prevede l'aumento dell'altezza orbitale della stazione, che è soggetta ad una lenta ma continua diminuzione dovuta ad un leggero attrito con le particelle più alte dell'atmosfera terrestre. La correzione dell'orbita è detta in gergo tecnico reboost.

### Sabato 18 luglio (4º giorno)

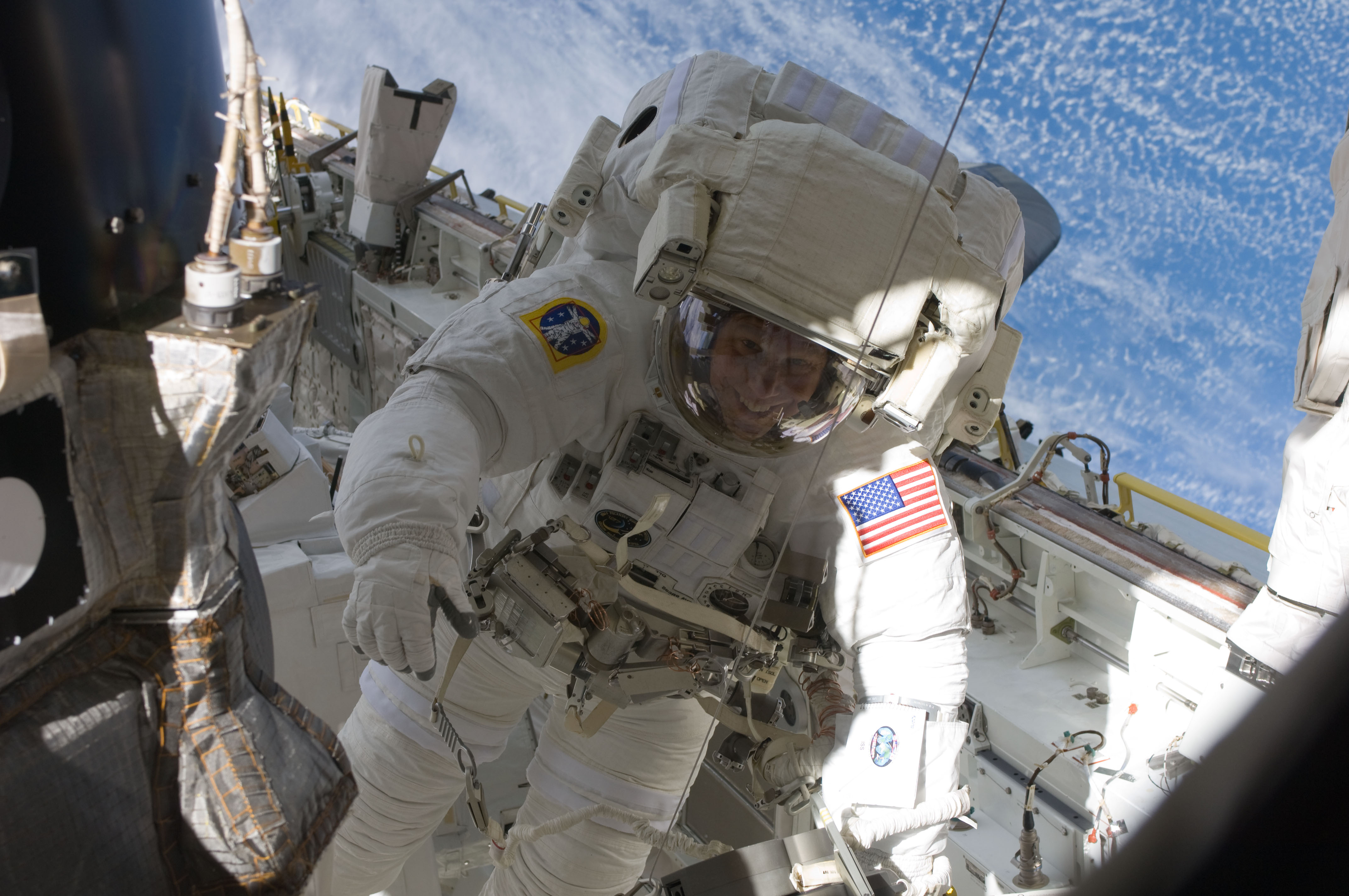
L'astronauta Kopra ripreso nella stiva di carico dello Space Shuttle Endeavour durante la prima attività extraveicolare

La quarta giornata di missione è stata caratterizzata dalla prima passeggiata spaziale degli astronauti Kopra e Wolf. Le attività sono iniziate alle 16:19 UTC.
Inizialmente si sono spostati all'estremità del laboratorio Kibō per preparare l'Active Berthing Mechanism.
Dopo aver rimosso le coperture del componente, si sono spostati nella stiva di carico dell'Endeavour per configurare il nuovo componente del laboratorio, chiamato Japanese Exposed Facility.
Gli astronauti a bordo della stazione spaziale hanno impiegato il braccio robotico dell'Endeavour (Remote Manipulator System - RMS), guidato da Polansky e Payette, e quello della Stazione Spaziale (Space Station Remote Manipulator - SSRMS), ai cui comandi erano presenti Hurley e Wakata, per estrarre il componente Exposed Facility dalla stiva di carico e installarlo sul laboratorio Kibō. La procedura ha previsto l'aggancio del componente con il braccio della stazione, il passaggio del modulo al braccio dello shuttle per poter spostare l'SSRMS sul modulo Harmony. In seguito il componente è stato "passato" nuovamente al braccio della stazione, che lo ha infine spostato nella posizione finale, all'estremità del Pressurized Module.
Infine, gli astronauti hanno risolto la riconfigurazione dell'UCCAS (Unpressurized Cargo Carrier Attachment Systems), procedura che era stata iniziata ma non completata a causa di qualche inconveniente nella missione STS-119. L'UCCAS è una piattaforma esterna per lo stivaggio di componenti ed equipaggiamento all'esterno della Stazione.
Alle 21:51 UTC gli astronauti sono rientrati a bordo della stazione, terminando la prima passeggiata spaziale, della durata di 5 ore e 32 minuti.

### Domenica 19 luglio (5º giorno)

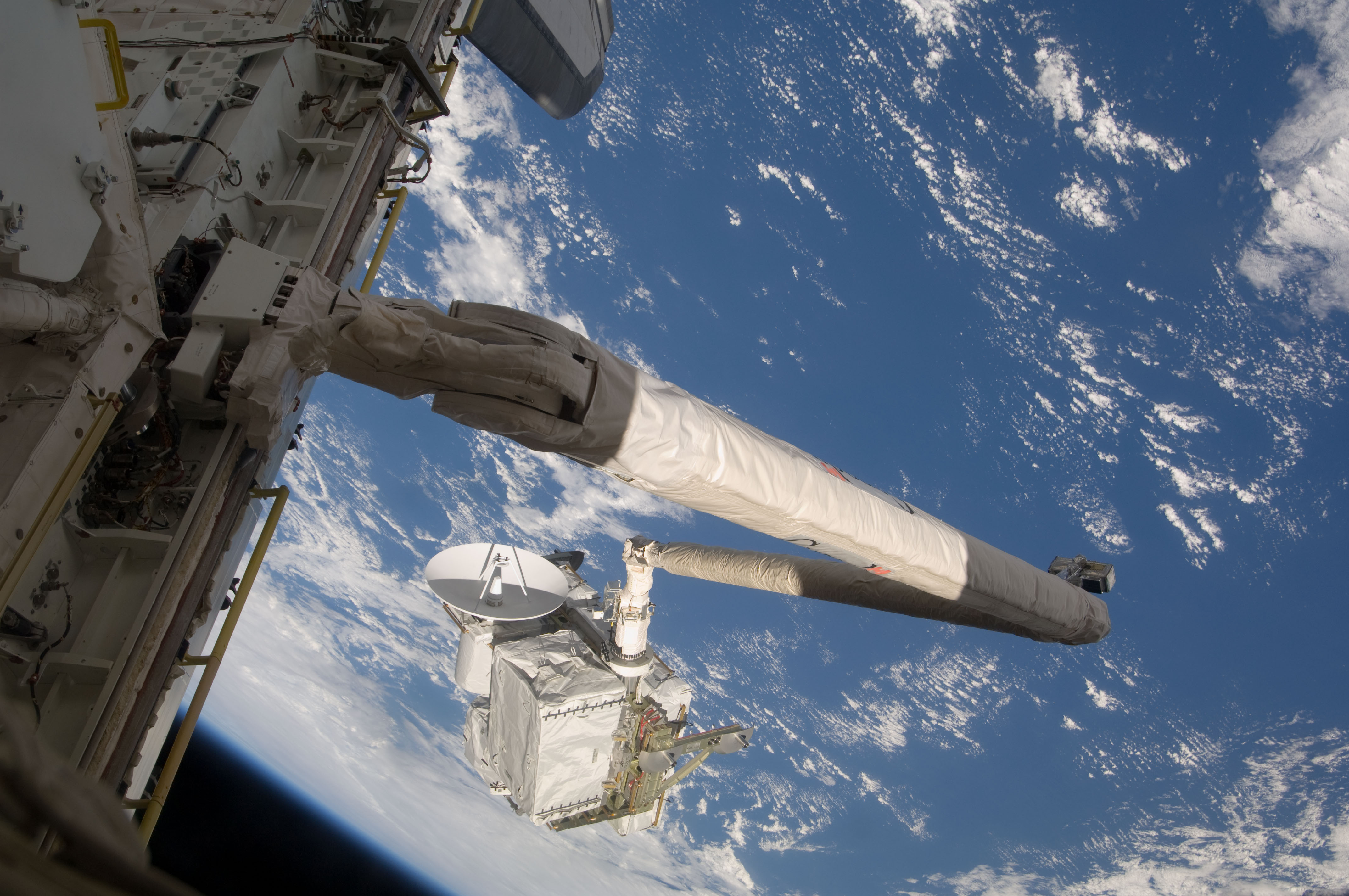
L'Integrated Cargo Carrier viene spostato dalla stiva di carico dell'Endeavour in una posizione nei pressi della stazione spaziale, da dove gli astronauti hanno potuto estrarre i componenti di riserva e trasferirli nella External Stowage Platform 3

Polansky e Hurley, assieme a Payette e Kopra hanno spostato l'Integrated Cargo Carrier – Vertical Light Deployable (ICC-VLD), situato nella stiva di carico dell'Endeavour, tramite il braccio robotico della stazione e posizionato sulla Mobile Base System.. In questo modo gli astronauti potranno trasferire componenti di riserva sulle piattaforme External Stowage Platform. L'ICC-VLD contiene infatti sei batterie sostitutive per i pannelli del segmento P6, una antenna Space-To-Ground (SGANT), un Pump Module Assembly ed un Linear Drive Unit.
Nel frattempo, Wolf e Marshburn, hanno verificato e configurato le tute spaziale e gli strumenti, oltre a ripassare le procedure per la seconda passeggiata spaziale.
Gli astronauti dello Shuttle e della ISS sono stati occupati nelle riparazioni della toilet della stazione, chiamata Waste and Hygene Compartment. Durante i lavori di sostituzione di alcuni componenti gli astronauti hanno utilizzato le toilet dell'Endeavour e della sezione russa della stazione, sul modulo Zvezda.
Payette e Thirsk si sono collegati con il Gary Goodyear, ministro canadese della scienza e tecnologia, con Steven Bleany, parlamentare, e Steve MacLean, presidente della Canadian Space Agency. È la prima volta che due astronauti canadesi sono presenti contemporaneamente in orbita.

### Lunedì 20 luglio (6º giorno)

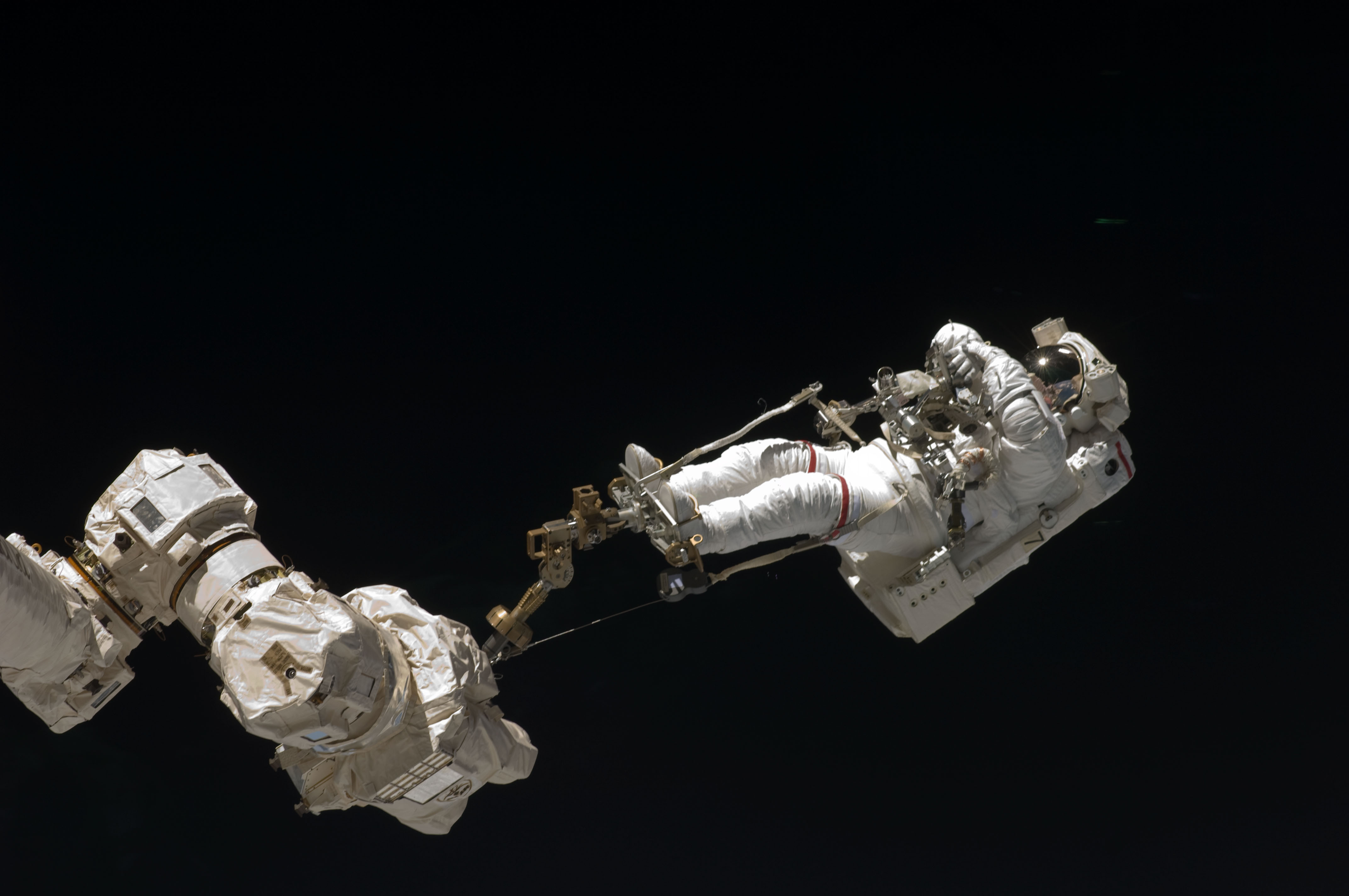
Dave Wolf viene spostato tramite il braccio robotico della Stazione Spaziale durante il trasferimento dei componenti avvenuto nella seconda attività extraveicolare

I tecnici hanno valutato le immagini relative allo scudo termico dell'Endeavour, giudicandolo in buono stato per il rientro a Terra. Alle 15:27 UTC è iniziata la seconda passeggiata spaziale. Wolf si è inizialmente spostato all'estremità dell'SSRMS per assicurarsi ad esso tramite un aggancio.
La procedura per il trasferimento dei componenti presenti sull'ICC nella External Stowage Platform 3 prevedeva lo spostamento dell'astronauta fino al punto dove erano presenti gli oggetti da trasportare, afferrati i quali, egli era spostato fino alla destinazione tramite il braccio robotico. Wolf ha inizialmente spostato una fragile antenna per le comunicazioni con la Terra operante in banda Ku, e successivamente ha completato il trasferimento di altri due componenti: una pompa appartenente al sistema di controllo termico e il Linear Drive Unit, un componente che permette la traslazione del Mobile Transporter attraverso la struttura della stazione. Questi componenti sono stati stivati come pezzi di ricambio, e sono detti genericamente Orbital Replacement Unit.
Marshburn ha fissato una connettore ad un serbatoio di azoto, in modo da poterlo afferrare e trasferire durante la missione successiva STS-128.
Gli astronauti avrebbero dovuto spostare una telecamera sul nuovo modulo Exposed Facility, ma il compito è stato rinviato alle successive passeggiate spaziali. Il braccio robotico della stazione è stato comandato da Payette e Hurley.
Gli astronauti sono infine rientrati nella stazione alle 22:20 UTC, terminando la seconda passeggiata spaziale dopo 6 ore e 53 minuti di attività.
Nel frattempo, sulla stazione sono state completate le riparazioni al Waste and Hygene Compartment ed ora il modulo funziona regolarmente.

### Martedì 21 luglio (7º giorno)
Polansky e Payette, a bordo dell'Endeavour, hanno spostato il componente Exposed Section attraverso il braccio robotico dello Shuttle per passarlo al braccio della stazione spaziale, comandato da Wakata e da Hurley.
Alle 14:30 UTC è stata completata l'installazione. L'Exposed Section permette di posizionare dei materiali all'esterno della stazione, in modo da poter studiare gli effetti dell'ambiente esterno su di essi. I materiali sono trasferiti sul componente attraverso il braccio robotico giapponese, che è integrato nel laboratorio.
Dave Wolf e Chris Cassidy hanno iniziato i preparativi per la passeggiata spaziale di mercoledì, che ha lo scopo di sostituire quattro delle sei batterie del segmento P6.

### Mercoledì 22 luglio (8º giorno)

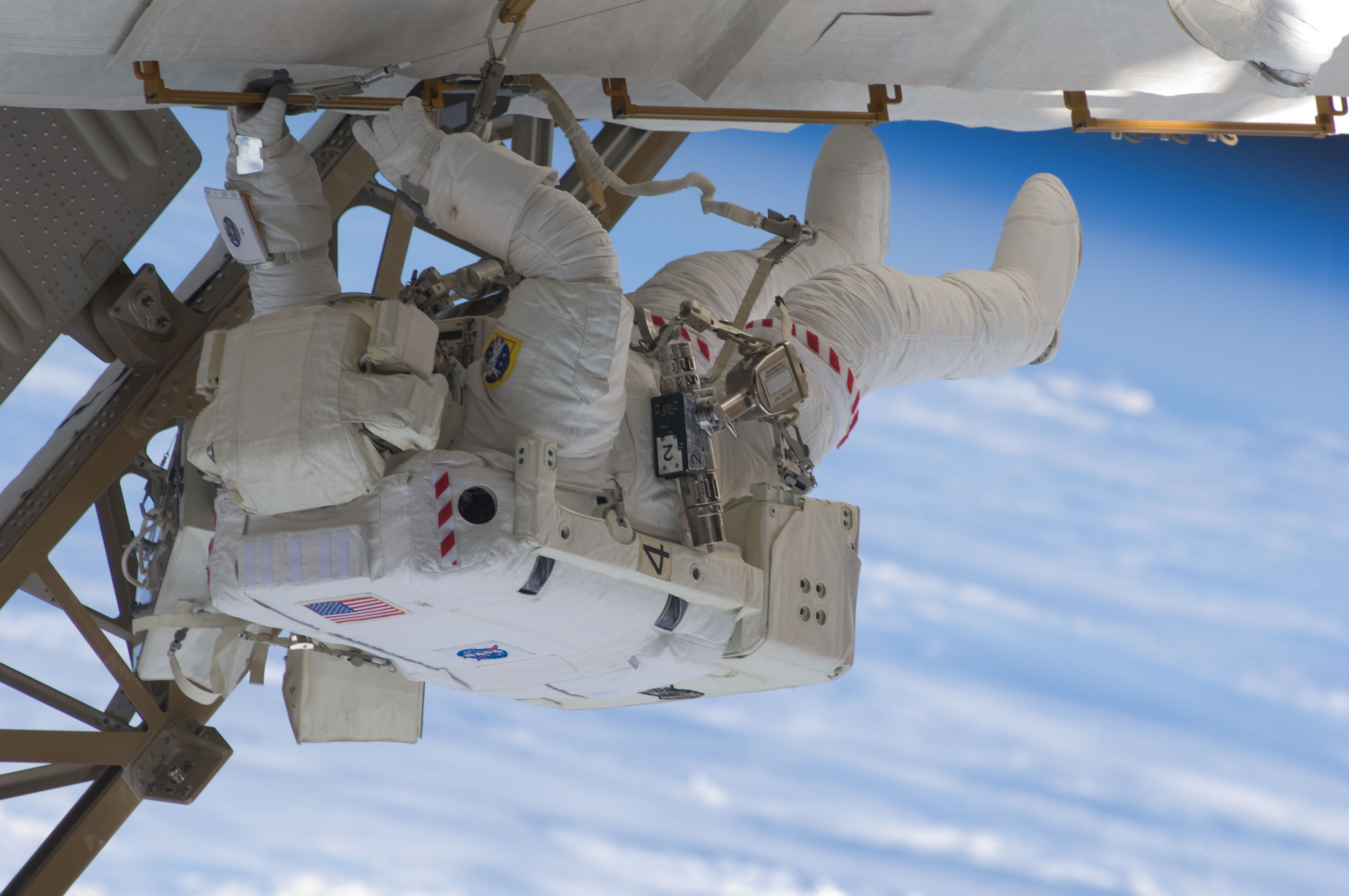
L'astronauta Christopher Cassidy durante la terza passeggiata spaziale

Alle 14:32 UTC è iniziata la terza passeggiata spaziale di Dave Wolf e Chris Cassidy (la 100° attività extraveicolare condotta dalla stazione spaziale), per sostituire quattro delle sei batterie nel segmento P6. Le batterie di riserva erano contenute nell'Integrated Cargo Carrier, assieme agli altri componenti trasferiti sulla stazione nella prima passeggiata spaziale. Inizialmente i due astronauti hanno rimosso una protezione isolante dal laboratorio Kibo e hanno preparato l'Exposed Section (componente che contiene i materiali degli esperimenti) per essere installata sull'Exposed Facility. Successivamente, dopo che l'ICC era stato spostato nei pressi del segmento P6, gli astronauti hanno iniziato la sostituzione delle batterie. Dopo aver scambiato due batterie, l'attività extraveicolare è stata sospesa a causa di un problema al contenitore dell'idrossido di litio (LiOH) nella tuta di Cassidy. L'idrossido di litio è impiegato nelle tute spaziali per rimuovere l'anidride carbonica dall'aria. A seguito di un innalzamento non previsto di CO2 è stato deciso di far rientrare gli astronauti per precauzione, anche se i livelli raggiunti non sono mai stati pericolosi per Cassidy ed erano presenti ampi margini di tempo.
La terza passeggiata spaziale è terminata da 5 ore e 59 minuti, alle 20:31 UTC.

### Giovedì 23 luglio (9º giorno)
Durante la giornata sono stati trasferiti i primi materiali sul nuovo modulo Exposed Facility tramite il braccio robotico del laboratorio Kibo. Questi materiali sono contenuti in una struttura detta Exposed Section, che viene posizionata e recuperata periodicamente. Infatti lo scopo dell'Exposed Facility consiste nell'ospitare materiali in modo da esporli per lungo tempo al duro ambiente spaziale. Dopo essere stati recuperati, i materiali vengono studiati per capire se e quali modifiche hanno subìto nello spazio.
Il primo gruppo di esperimenti ad essere installati comprende:
- Monitor of All-sky X-ray Image (MAXI)[31]: un rilevatore di raggi X cosmici
- Space Environment Data Acquisition equipment – Attached Payload (SEDA-AP)[32]: un misuratore di alcune caratteristiche dell'ambiente spaziale, in particolare la quantità di neutroni, plasma, ioni pesanti, particelle leggere ad alta energia, ossigeno atomico e polvere cosmica.
- Inter-orbit Communication System (ICS)[33]: un componente che permette le telecomunicazioni tra il laboratorio Kibo e il centro spaziale di Tsukuba[34] in Giappone tramite il satellite DRTS "Kodama".

### Venerdì 24 luglio (10º giorno)

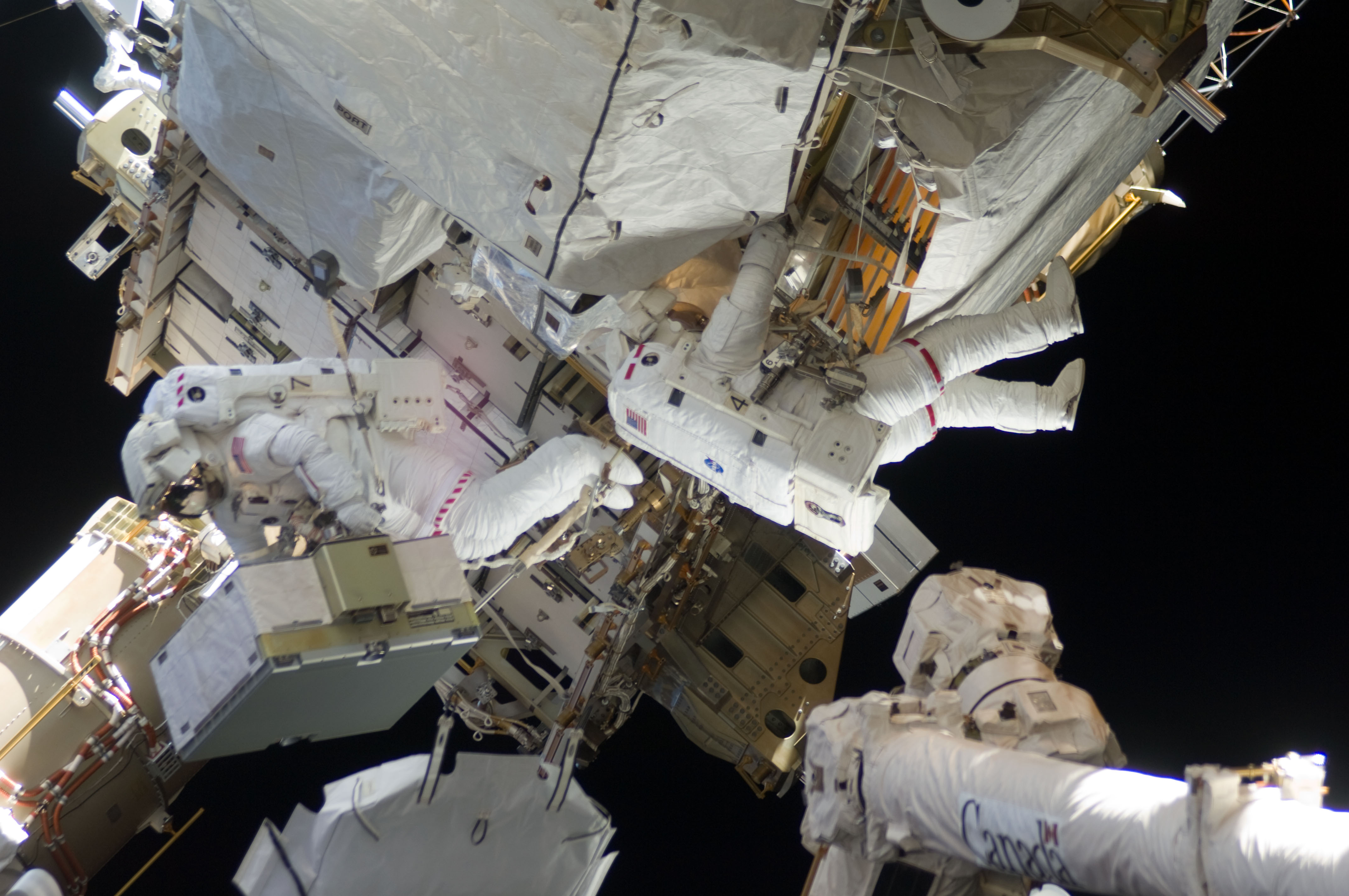
Marshburn (a sinistra) e Cassidy durante la quarta passeggiata spaziale, dove hanno terminato la sostituzione delle batterie

Alle 13:54 UTC è iniziata la quarta passeggiata spaziale, condotta dagli astronauti Chris Cassidy e Tom Marshburn. La durata delle attività extraiveicolare è stata allungata per compiere il trasferimento di due batterie in più. Infatti nella precedente passeggiata spaziale gli astronauti hanno sostituito 2 batterie invece di quattro previste, a causa di un inconveniente con la tuta di Cassidy. Il numero totale di batterie da sostituire è 6, quindi nella quarta passeggiata sono state sostituite le quattro batterie restanti.
Il controllo missione aveva stimato una durata di circa 8 ore e 30 minuti, eventualità che avrebbe richiesto il ritorno degli astronauti nell'Airlock per effettuare la ricarica di ossigeno delle tute dopo 7 ore e 30 minuti. Cassidy e Marshburn hanno tuttavia completato tutti i compiti dopo circa 6 ore e 30 minuti.
Alle 21:06 UTC gli astronauti hanno terminato le attività, per una durata totale di 7 ore e 12 minuti. Le vecchie batterie sono state stivate nell'Integrated Cargo Carrier, che è stato spostato nella stiva di carico dell'Endeavour per essere riportate sulla Terra.

### Sabato 25 luglio (11º giorno)
L'equipaggio dell'Endeavour e della Stazione Spaziale hanno trascorso una giornata di riposo, dopo le impegnative attività dei giorni precedenti. Durante la giornata hanno partecipato ad interviste con vari media.

### Domenica 26 luglio (12º giorno)
Attraverso il braccio robotico della stazione, Hurley e Kopra hanno spostato l'Exposed Section, un componente del laboratorio Kibo utilizzato per trasportare i materiali nella Exposed Facility e riposizionato nella stiva di carico dell'Endeavour. L'operazione è stata aiutata da Payette, al comando del braccio robotico dello Shuttle. L'Exposed Section conteneva due esperimenti ed un sistema di comunicazione che sono stati trasferiti con successo nella Exposed Facility il giorno 23 luglio.

### Lunedì 27 luglio (13º giorno)

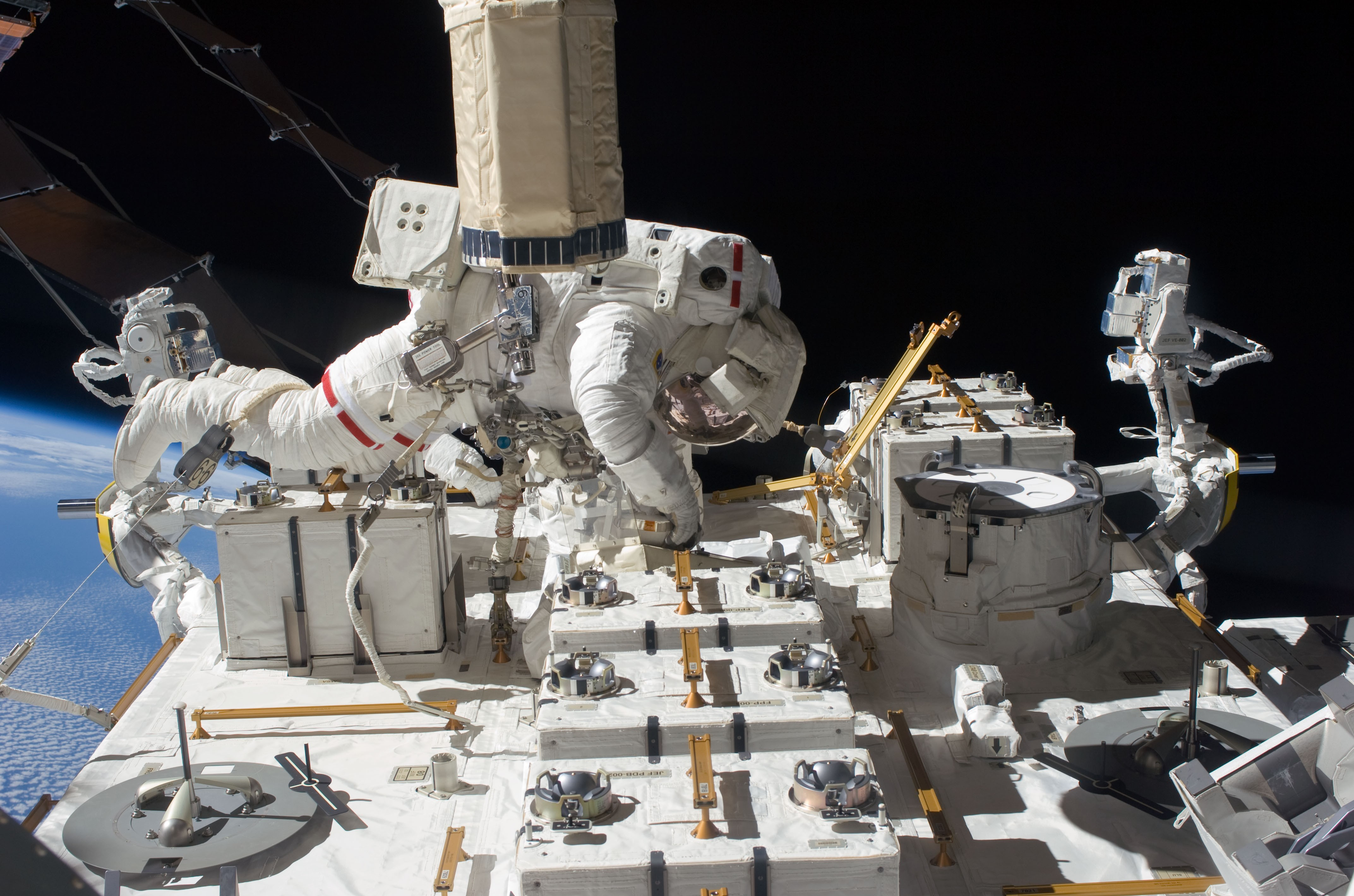
Marshburn durante la quinta ed ultima passeggiata spaziale

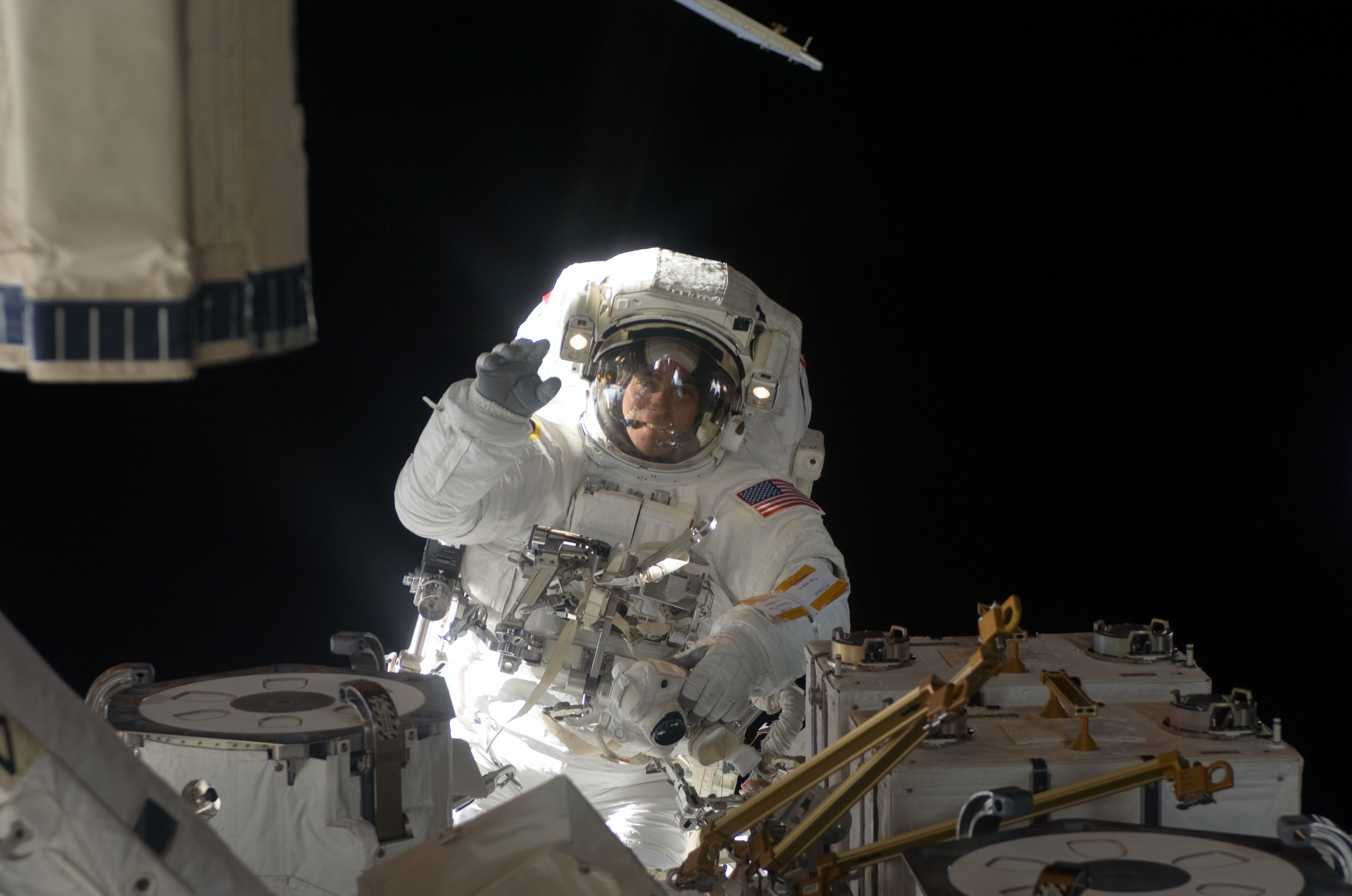
Chris Cassidy

Durante la giornata gli astronauti Marshburn e Cassidy hanno effettuato la quinta ed ultima passeggiata spaziale. Le attività sono iniziate alle 11:33 UTC. Gli astronauti hanno assicurato una copertura isolante multistrato sullo Special Purpose Dexterous Manipulator. Successivamente hanno modificato le linee di alimentazione di due giroscopi della stazione. Essi erano infatti alimentati dalla stessa linea di potenza, ed una interruzione a quest'ultima disattiverebbe due giroscopi contemporaneamente. Per questo motivo sono stati connessi a due canali diversi di alimentazione.
Successivamente hanno installato due telecamere sull'Exposed Facility, per agevolare le operazioni di rendezvous e di attracco del nuovo velivolo giapponese H-II Transfer Vehicle. L'ultimo compito previsto, l'installazione un sistema di aggancio chiamato Payload Attach System nell'intelaiatura della stazione per lo stivaggio futuro di pezzi di ricambio, è stato rinviato ad una successiva missione a causa delle limitazioni nell'autonomia delle tute. Alle 16:27 UTC gli astronauti sono rientrati a bordo della stazione, terminando dopo 4 ore e 54 minuti l'ultima passeggiata spaziale.

### Martedì 28 luglio (14º giorno)
Alle 17:26 UTC, dopo la consueta cerimonia di commiato, l'equipaggio dell'Endeavour è rientrato sullo Shuttle, il quale si è sganciato dalla Stazione Spaziale. A bordo è presente Koichi Wakata, che torna sulla Terra dopo aver trascorso 133 giorni a bordo della stazione. Dopo essersi allontanato di circa 400 piedi (120 m) dalla stazione, il pilota Hurley ha effettuato la manovra finale di allontanamento alle 19:09 UTC. A bordo della stazione è presente il nuovo membro dell'Expedition 20, Tim Kopra.

### Mercoledì 29 luglio (15º giorno)
Nella giornata di mercoledì l'equipaggio dell'Endeavour ha ispezionato lo scudo termico dello Shuttle attraverso l'OBSS. Questo controllo viene effettuato per verificare che lo Shuttle non sia stato danneggiato da microdetriti mentre era attraccato alla stazione spaziale.

### Giovedì 30 luglio (16º giorno)

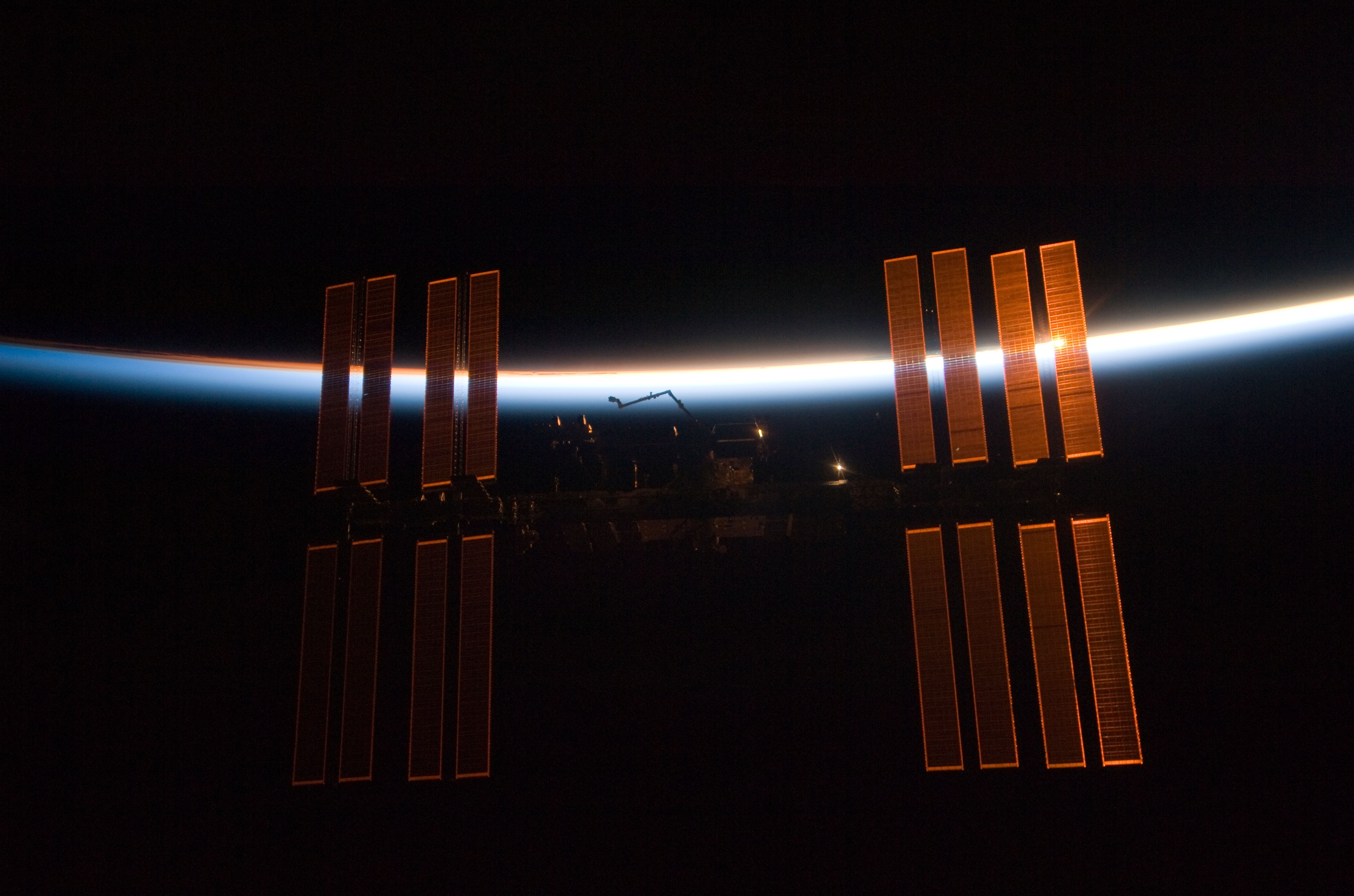
In questa spettacolare immagine ripresa dall'Endeavour, la Stazione Spaziale è illuminata da un sottile fascio di luce mentre il Sole si trova quasi completamente nascosto dalla Terra

L'equipaggio ha messo in orbita due gruppi di micro-satelliti: il primo è chiamato Dual RF Astrodynamic GPS Orbital Navigator Satellite (DRAGONSat), composto da due satelliti che effettueranno un rendezvous utilizzando il GPS. Il secondo è chiamato Atmospheric Neutral Density Experiment-2 (ANDE-2), per la misurazione della densità e della composizione dell'atmosfera ad una altezza di 200 miglia (322 km).
Prima di questo esperimento, il comandante e il pilota hanno effettuato i test di routine delle superfici di volo dello Shuttle e del Reaction Control System, il sistema di piccoli propulsori che permette di modificare l'assetto del velivolo nello spazio.

### Venerdì 31 luglio (17º giorno, atterraggio)

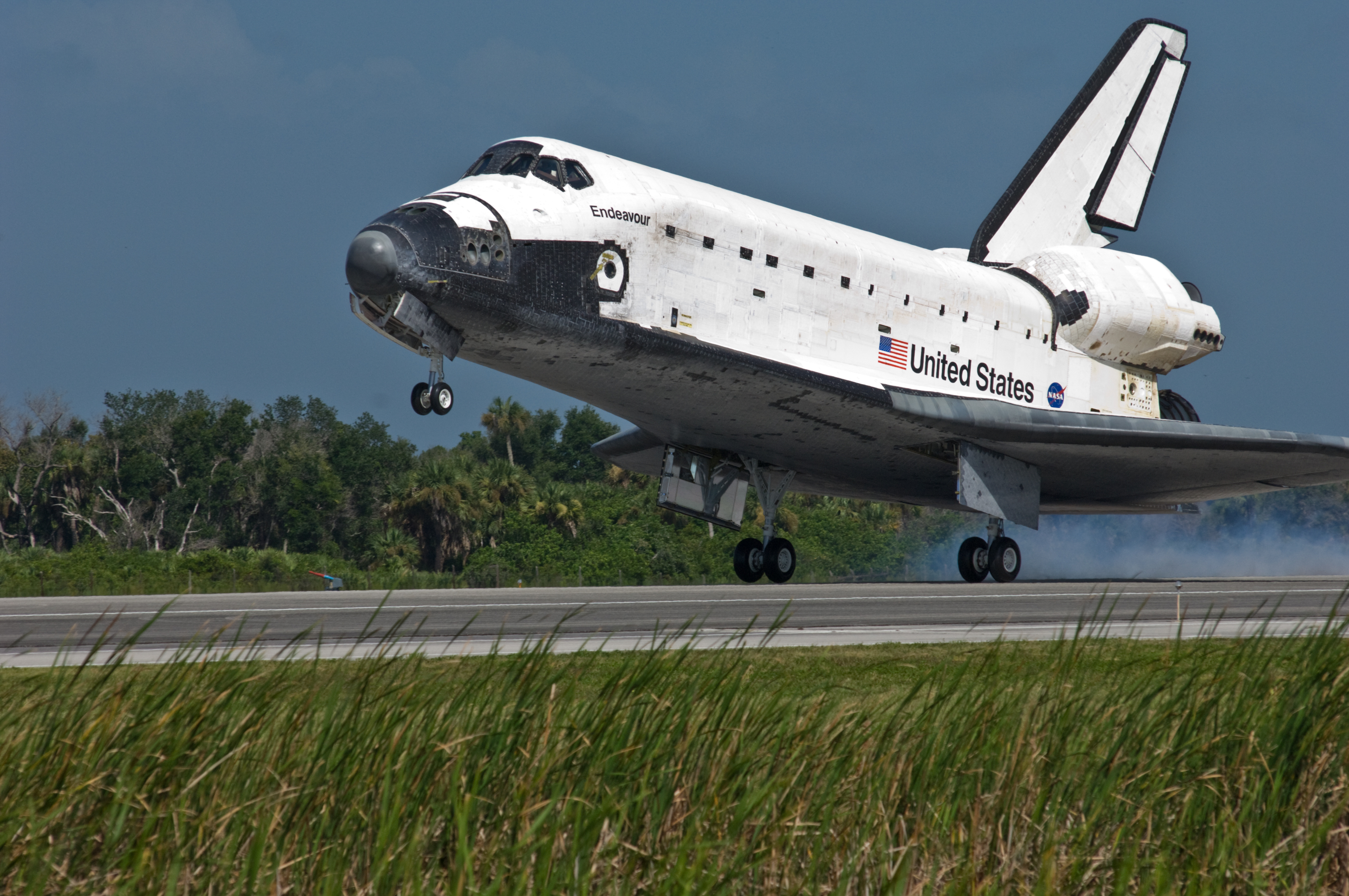
L'Endeavour atterra sulla pista 15 del Kennedy Space Center il 31 luglio

Il Controllo Missione ha confermato l'operazione di chiusura dei portelloni della stiva di carico. Al Kennedy Space Center sono presenti delle buone condizioni meteorologiche, con due opportunità di atterraggio alle 14:48 UTC e alle 16:22 UTC. L'equipaggio dell'Endeavour ha assunto liquidi per prepararsi alla gravità terrestre, in modo da compensare la diminuzione della pressione del sangue che avviene quando si è trascorso del tempo in condizioni di microgravità. In particolare, il seggiolino su cui deve sedere l'astronauta che aveva fatto parte dell'equipaggio della stazione spaziale, avendo trascorso molto più tempo in queste condizioni, è posizionato diversamente.
Alle 13:28 UTC è stata autorizzata l'accensione dei propulsori di manovra per uscire dall'orbita e dare il via alle operazioni di rientro atmosferico. La manovra è stata completata alle 13:42 UTC, e l'Endeavour ha iniziato a rallentare in modo da essere attratto verso Terra.
Dopo un rientro regolare, lo Shuttle ha toccato la pista 15 dello Shuttle Landing Facility alle 14:48:08 UTC. Dopo pochi secondi lo Shuttle ha terminato la sua corsa, segnando il termine nella missione.
Il Comandante Polansky ha comunicato via radio: "Siamo eccitati nel far parte di un team che può compiere una missione come questa". In seguito ha ringraziato tutto il personale della NASA che ha supportato gli astronauti durante tutta la durata della missione, pari a 15 giorni e 16 ore.

### Attività extraveicolari
|       | Astronauta                  | Inizio              | Fine      | Durata           | Missione |
| ----- | --------------------------- | ------------------- | --------- | ---------------- | --- |
| EVA 1 | David A. Wolf Timothy Kopra | 18 luglio 16:19 UTC | 21:51 UTC | 5 ore, 32 minuti | Preparazione dei meccanismi di connessione per il laboratorio Kibo. Rilascio bulloni di un serbatoio di azoto. Installazione di un cargo carrier che non era riuscita nella missione precedente (STS-119). Installazione di un sistema di aggancio che potrà essere impiegato per fissare alla struttura della stazione dei pezzi di ricambio. |
| EVA 2 | Wolf Thomas H. Marshburn    | 20 luglio 15:27 UTC | 22:20 UTC | 6 ore, 53 minuti | Trasporto di pezzi di ricambio su una stowage platform, tra cui un'antenna, una pompa e un meccanismo a rotaia che permette di spostare una piattaforma attraverso la struttura della stazione. |
| EVA 3 | Wolf Christopher J. Cassidy | 22 luglio 14:32 UTC | 20:31 UTC | 5 ore, 59 minuti | Preparazione dell'Exposed Facility per il trasferimento degli esperimenti. Sostituzione di due batterie sul segmento di poppa che forniscono potenza alla struttura. |
| EVA 4 | Cassidy Marshburn           | 24 luglio 13:54 UTC | 21:06 UTC | 7 ore, 12 minuti | Sostituzione delle altre quattro batterie |
| EVA 5 | Cassidy Marshburn           | 27 luglio 11:33 UTC | 16:27 UTC | 4 ore, 54 minuti | Installazione coperture isolanti nel braccio robotico DEXTRE, riconfigurazione cavi su un pannello. Installazione di due telecamere nell'Exposed Facility. |

## Risveglio
Come tradizione per tutti i voli NASA a partire dal Programma Gemini, per ogni giorno di missione, l'equipaggio della STS-127 ascolta un particolare brano musicale scelto da un astronauta, che per lui ha un particolare significato.
- Giorno 2: "These Are Days" dei 10,000 Maniacs per Kopra. WAV MP3
- Giorno 3: "Here Comes the Sun" dei The Beatles per il comandante Polanski. WAV MP3
- Giorno 4: "Home" di Marc Broussard per Wolf. WAV MP3
- Giorno 5: "Learing to Fly" di Tom Petty and the Heartbreakers per Cassidy. WAV MP3
- Giorno 6: "Thunderbirds" di Barry Gray per Payette. WAV MP3
- Giorno 7: "Life Is a Highway" di Rascal Flatts per Marshburn. WAV MP3
- Giorno 8: "Santa Monica" degli Everclear per Hurley. WAV MP3
- Giorno 9: "Tiny Dancer" di Elton John per Polansky. WAV MP3
- Giorno 10: "Wish You Were Here" dei Pink Floyd per Wolf. WAV MP3
- Giorno 11: "In Your Eyes" di Peter Gabriel per Marshburn. WAV MP3
- Giorno 12: "Dixit Dominus" di George Frederic Handel per Payette. WAV MP3
- Giorno 13: "On the Sunny Side of the Street" di "Steve Tyrell" per Polansky. WAV MP3
- Giorno 14: "Proud to Be an American" eseguita da Lee Greenwood per Cassidy. WAV MP3
- Giorno 15: "Yellow" dei Coldplay per Hurley. WAV MP3[collegamento interrotto]
- Giorno 16: "I Got You Babe" eseguita da Sonny e Cher per Wakata. WAV MP3[collegamento interrotto]
- Giorno 17: "Beautiful day", degli U2 per Marshburn. WAV MP3[collegamento interrotto]

## Missione di riserva

### STS-328
STS-328 è la sigla assegnata agli Equipaggi di Supporto (Contingency Shuttle Crew Support) pronti al lancio in caso di guasti alla missione STS-127. La missione STS-128 sarebbe stata una versione modificata della missione STS-128 dello Space Shuttle Discovery, con un equipaggio di quattro astronauti.